# Christopher Katongo
Christopher Katongo (* 31. srpna 1982, Mufulira) je zambijský fotbalista, v současnosti kapitán zambijské fotbalové reprezentace a hráč jihoafrického klubu Bidvest Wits.
Katongo nastupuje povětšinou na postu útočníka.
Roku 2012 byl v anketě BBC vyhlášen nejlepším fotbalistou Afriky.

## Klubová kariéra
V Evropě hrál za dánský klub Brøndby Kodaň (2007–2008), německou Arminii Bielefeld (2008–2010) a řeckou Škodu Xanthi (2010–2011). S Brøndby získal dánský fotbalový pohár (2007/08).

## Reprezentační kariéra
V A-mužstvu Zambie debutoval v roce 2003.

Se zambijskou reprezentací vyhrál roku 2012 mistrovství Afriky (Africký pohár národů). Sehrál za ni k roku 2014 celkem 88 zápasů a vstřelil 21 gólů.